# Île de Noirmoutier
Île de Noirmoutier – francuska wyspa położona na wybrzeżu Atlantyku. Wyspa należy do departamentu Wandea. Populacja wyspy wynosi ponad 10,000 mieszkańców, natomiast powierzchnia wynosi około 54,5 km². W 2005 roku prolog Tour de France zakończył się na wyspie. Na Île de Noirmoutier znajdują się cztery wspólnoty, którymi są:
- Barbâtre
- L’Épine
- La Guérinière
- Noirmoutier-en-l'Île

Île de Noirmoutier jest to wyspa pływowa, dzięki czemu jest bardzo popularnym miejscem odwiedzanym przez turystów, szczególnie podczas odpływów, kiedy wyspa ma naturalne połączenie ze stałym lądem. W 1971 została połączona mostem ze stałym lądem. Co roku wyspę odwiedza ponad 110 tys. turystów. Na wyspie odbywają się również coroczne wyścigi biegowe, podczas których uczestnicy biegną przez chodnik, który łączy wyspę ze stałym lądem podczas odpływu.
Na wyspie w roku 799 miał miejsce pierwszy odnotowany w źródłach rajd wikingów na Europę kontynentalną. Zaatakowany wówczas został klasztor św. Filiberta.